# مايكروسوفت سيلفرلايت
مايكروسوفت سيلفرلايت (بالإنجليزية: Microsoft Silverlight)‏ أو الضوء الفضي هو إضافة (أو مقبس Plugin) لمتصفحات الويب يسمح بتطوير تطبيقات الويب باستخدام خواص مثل التحريك، الرسوم المتجهة وغيرها من الخواص التي تميز تطبيقات الإنترنت الغنية Rich Internet Application.

## المنافسون
يتنافس سيلفرلايت مع منتجات مثل أدوبي فلاش (Adobe Flash Player)، ادوبي فليكس (Adobe Flex)، أدوبي شوك ويف (Adobe Shockwave)، جافا إف إكس (Java FX) وكويك تايم (QuickTime). النسخة 2.0 طورت التفاعلية وسمحت للمطورين باستخدام لغات دوت نت وأدوات التطوير عند صنع تطبيقات لسيلفرلايت.

## مجال الاستعمال
تم تطوير سيلفرلايت تحت الاسم الكودي Windows Presentation Foundation/Everywhere، وبالتالي فإن سيلفرلايت متكامل مع عدة متصفحات ويب تستخدم في أنظمة مايكروسوفت ويندوز وماك أو إس عشرة. أما بالنسبة للهواتف النقالة، فسوف يدعم أنظمة تشغيل الهواتف ابتداء من ويندوز موبايل 6 وسيمبيان (السلسة 60).
يتم تطوير تطبيق مجاني تحت اسم مون لايت Moonlight لكي يكون كنسخة سيلفرلايت لأنظمة جنو/لينكس.

## وصلات خارجية
- الموقع الرسمي